# Дикеарх Етолийски
 Тази статия е за етолийския пират.  За древногръцкия философ вижте Дикеарх.  
Дикеарх Етолийски (на старогръцки: Δικαίαρχος) е етолийски командир и пират. От 205 до 204 пр.н.е. по време на Критската война е нает от Филип V Македонски за да извършва рейдове и нападения над Цикладските острови и Родос, като за целта Филип му дава допълнителни двадесет кораба. Дикеарх имал собствена традиция, когато дебаркира на сушата да издига по два олтара – единия посветен на безбожието (Asebeia) и друг посветен на беззаконието (Paranomia). През 196 година пр.н.е. Дикеарх е заловен от египтяните и е бичуван и измъчван, преди да бъде публично екзекутиран.